# Don’t Starve
Don’t Starve – przygodowa gra akcji z rysunkową grafiką, której premiera odbyła się 23 kwietnia 2013 roku na platformach Windows, Linux i macOS oraz 7 stycznia 2014 roku na PlayStation 4. 26 sierpnia 2015 ukazała się wersja gry na konsolę Xbox One. 9 lipca 2015 wydano Don’t Starve: Pocket Edition przeznaczone na platformę iOS. Akcja gry toczy się w fikcyjnym, pełnym zagrożeń świecie dzikiej przyrody, nauki i magii. Celem jest przetrwanie jak najdłużej, unikając ciemności i potworów, które się w niej kryją. Gracz może wytwarzać przedmioty z materiałów, zbierając je (np. kwiaty, trawa), kopiąc lub ścinając drzewa i polując na potwory lub zwierzęta.

## Fabuła
Wilson rozpoczyna budowę tajemniczej maszyny na podstawie wiedzy podanej przez demona. Po ukończeniu pracy Wilson słyszy słowa Maxwella "Zrób to!", po czym uruchamia swoje dzieło. Maszyna zaczęła rosnąć i nabierać kształtu, przedstawiając twarz Maxwella, a potem demoniczne ręce pojawiają się z podłogi i wciągają Wilsona do tajemniczego, pełnego niebezpieczeństw, świata dzikiej przyrody.

## Rozgrywka
W grze dostępnych jest dziewięciu bohaterów (po zakupie wszystkich dodatków liczba ta zwiększa się do siedemnastu), z których każdy ma jakąś specjalną umiejętność ułatwiającą przetrwanie w świecie gry (np. Wilson ma brodę, która chroni go przed zimnem, a Willow potrafi rozpalić ogień przy pomocy zapalniczki).

## Dodatki
Do gry wydano kilka rozszerzeń. Pierwsze z nich zatytułowane jest Reign Of Giants. Drugie, zatytułowane Don’t Starve Together, ukazało się 3 czerwca 2015. 1 grudnia 2015 wydano kolejne rozszerzenie zatytułowane Shipwrecked, a 8 listopada 2018 wydano dodatek pt. Hamlet.

## Utwory
Lista utworów wykorzystanych w grze:
1. Don’t Starve Theme
2. Dawn
3. Work To Be Done
4. Danger
5. E.F.S.
6. D.R. Style
7. Creepy Forest
8. Dusk
9. Ragtime
10. Cave Work
11. Hoedown
12. Epic Ruins
13. Working The Ruins
14. Fight For Ruin
15. The EFS Of Winter
16. Winters Alright For Fighting
17. Working Through Winter[14]